# 澹台滅明
澹台 滅明（たんだい めつめい、紀元前502年? - 没年不詳）は、中国春秋時代の儒学者。孔子の弟子の一人。字は子羽。魯の武城（現在の山東省臨沂市平邑県）の出身。
容貌が非常に醜かったために、孔子は彼を愚鈍で才能に乏しいものと思った。しかし学業を受けてから、隠退して行いを修め、道を学び、名声が諸侯の間に伝わり、子游に公正さを賞された。見かけで人の能力を判断すると失敗するという例として、『史記』の張良伝（留侯世家）で用いられている。孔子は後に「吾、貌を以て人を取り、之を子羽に失す」と語っている。